# Veleposlanik Združenih držav Amerike v Republiki Sloveniji
Veleposlanik Združenih držav Amerike v Republiki Sloveniji (angl. Ambassador of the United States to Slovenia) je uradni odposlanec ZDA v Republiki Sloveniji in vodja veleposlaništva.

## Seznam ameriških veleposlanikov v Sloveniji
Veleposlaniki Združenih držav Amerike, ki so delovali v Sloveniji od njene osamosvojitve.
| #   | Veleposlanik              | Portret | Začetek mandata    | Konec mandata      | Predsednik ZDA     | Sklici       |
| --- | ------------------------- | ------- | ------------------ | ------------------ | ------------------ | ------------ |
| 1.  | E. Allan Wendt            | (desno) | 26. maj 1993       | 12. september 1995 | Bill Clinton       | [ 2 ]        |
| 2.  | Victor Jackovich          |         | 14. september 1995 | 13. februar 1998   | Bill Clinton       | [ 3 ]        |
| 3.  | Nancy Halliday Ely-Raphel |         | 2. september 1998  | 27. september 2001 | Bill Clinton       | [ 4 ]        |
| 4.  | Johnny Young              |         | 24. oktober 2001   | 17. september 2004 | George Walker Bush | [ 5 ]        |
| 5.  | Thomas Bolling Robertson  |         | 29. september 2004 | 20. avgust 2007    | George Walker Bush | [ 6 ]        |
| 6.  | Yousif Boutrous Ghafari   |         | 29. maj 2008       | 20. januar 2009    | George Walker Bush | [ 7 ]        |
| 7.  | Joseph A. Mussomeli       |         | 22. november 2010  | 31. januar 2015    | Barack Obama       | [ 8 ]        |
| 8.  | Brent R. Hartley          |         | 12. februar 2015   | 16. julij 2018     | Barack Obama       | [ 9 ]        |
| 9.  | Lynda Blanchard           |         | 29. avgust 2019    | 20. januar 2021    | Donald Trump       | [ 10 ] [ 1 ] |
| 10. | Jamie Harpootlian         |         | 17. februar 2022   | 31. julij 2024     | Joe Biden          |              |